# Лури (коммуна)
Лури (фр. Luri, корс. Luri) — коммуна во Франции, находится в регионе Корсика. Департамент коммуны — Верхняя Корсика. Входит в состав кантона Кап-Корс. Округ коммуны — Бастия.
Код INSEE коммуны — 2B152.

## Население
Население коммуны на 2008 год составляло 694 человека.
| 1962 | 1968 | 1975 | 1982 | 1990 | 1999 | 2008 |
| ---- | ---- | ---- | ---- | ---- | ---- | ---- |
| 608  | 615  | 540  | 564  | 671  | 749  | 694  |

## Экономика
В 2007 году среди 429 человек в трудоспособном возрасте (15—64 лет) 265 были экономически активными, 164 — неактивными (показатель активности — 61,8 %, в 1999 году было 61,0 %). Из 265 активных работали 236 человек (129 мужчин и 107 женщин), безработных было 29 (13 мужчин и 16 женщин). Среди 164 неактивных 36 человек были учениками или студентами, 59 — пенсионерами, 69 были неактивными по другим причинам.

## Фотогалерея

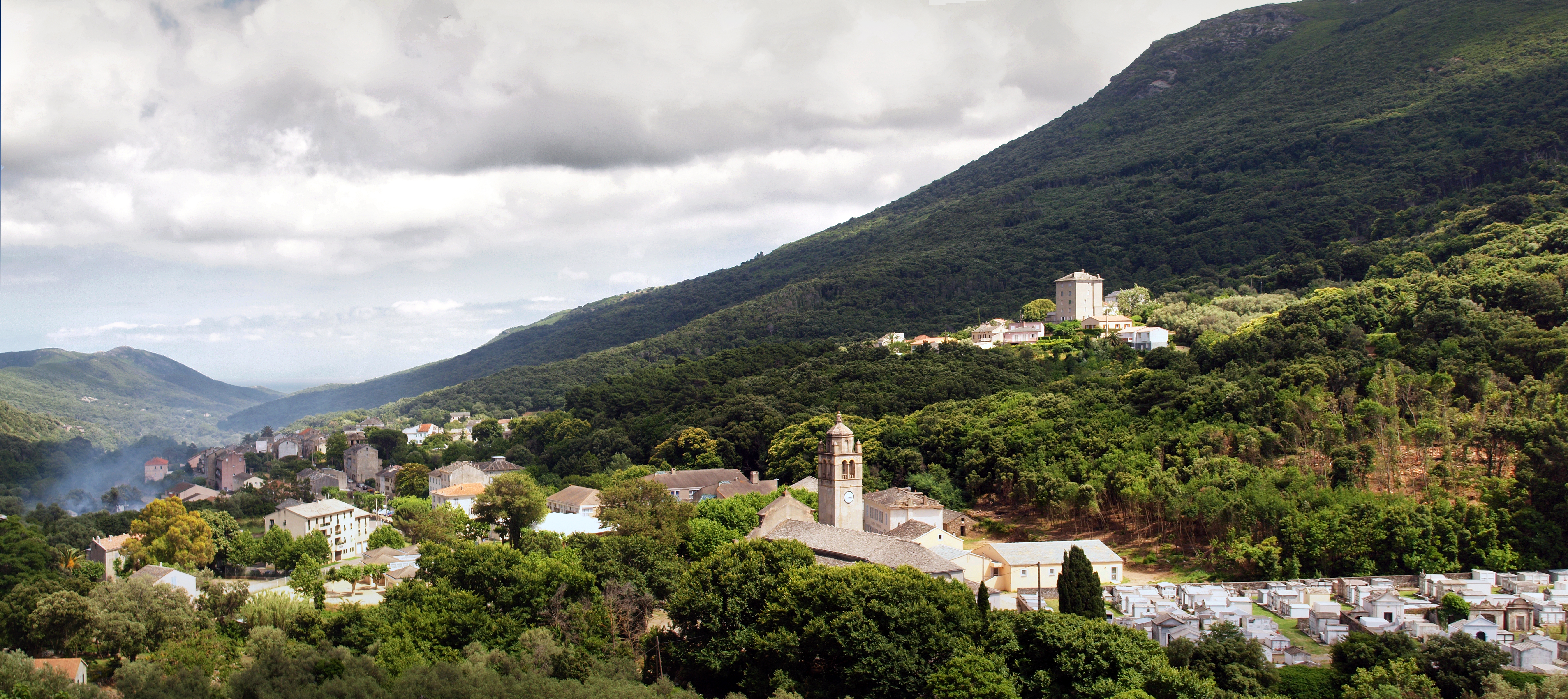
Лури
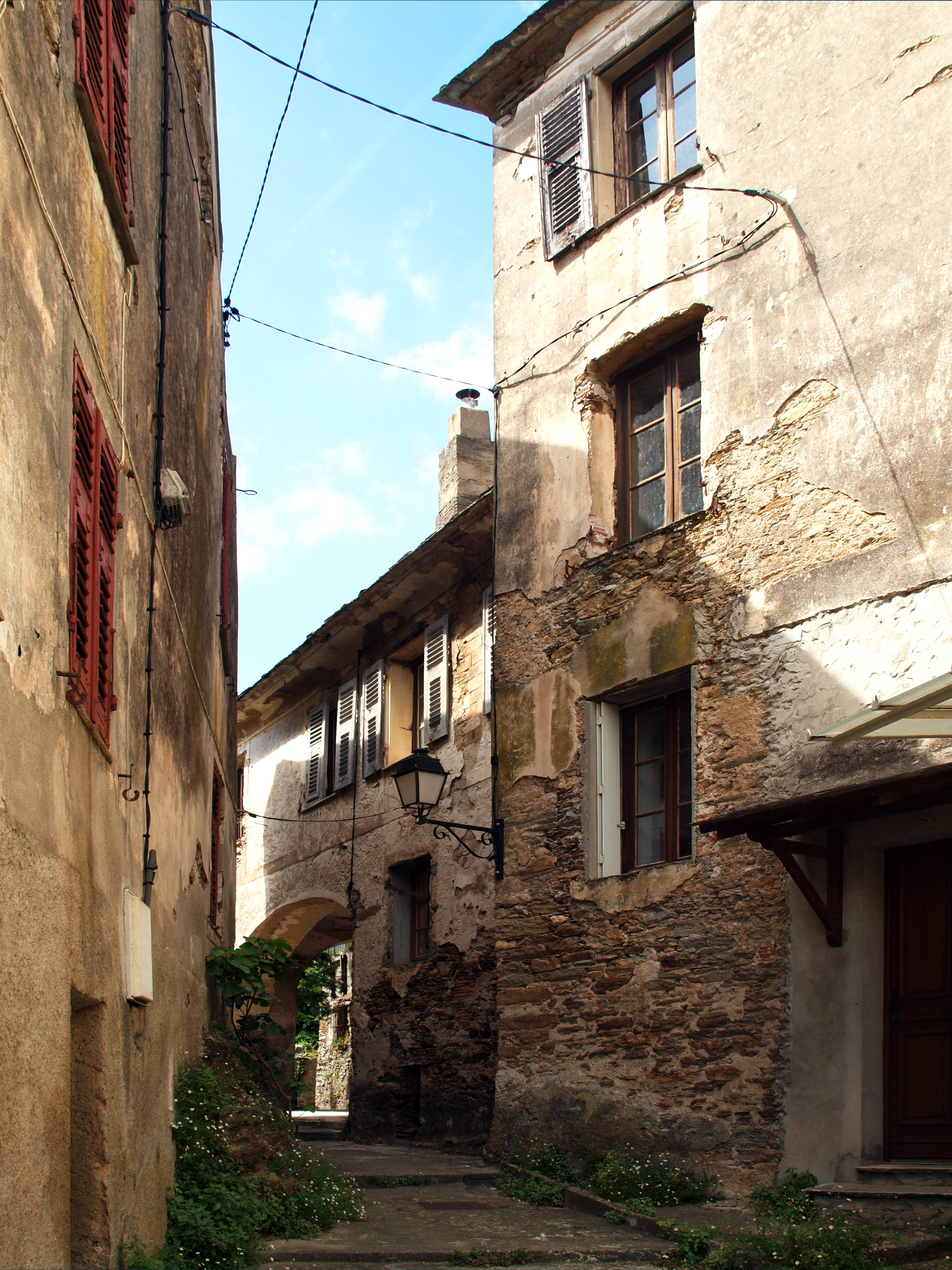
Лури, улица Spergane
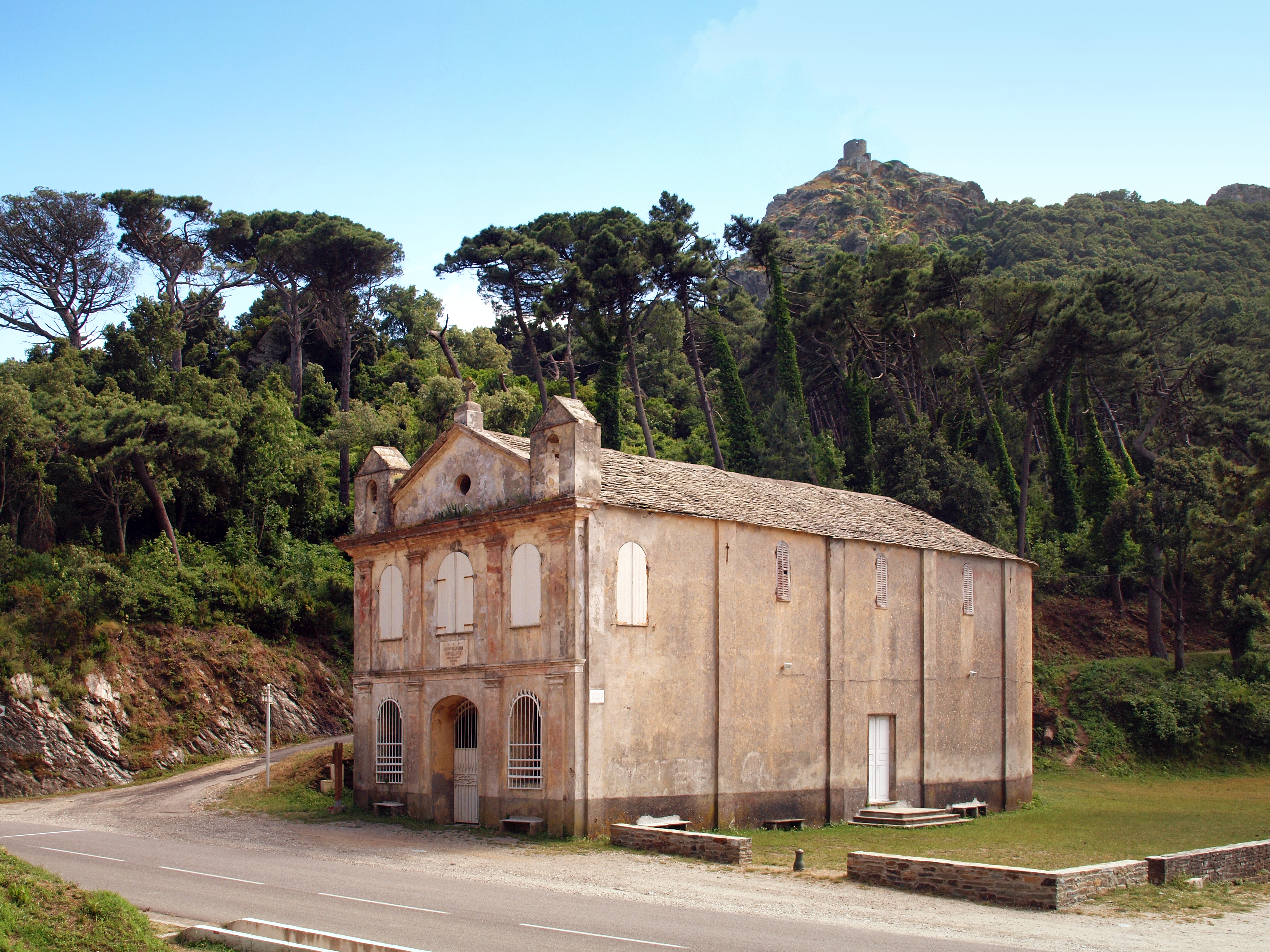
Часовня св. Люсии
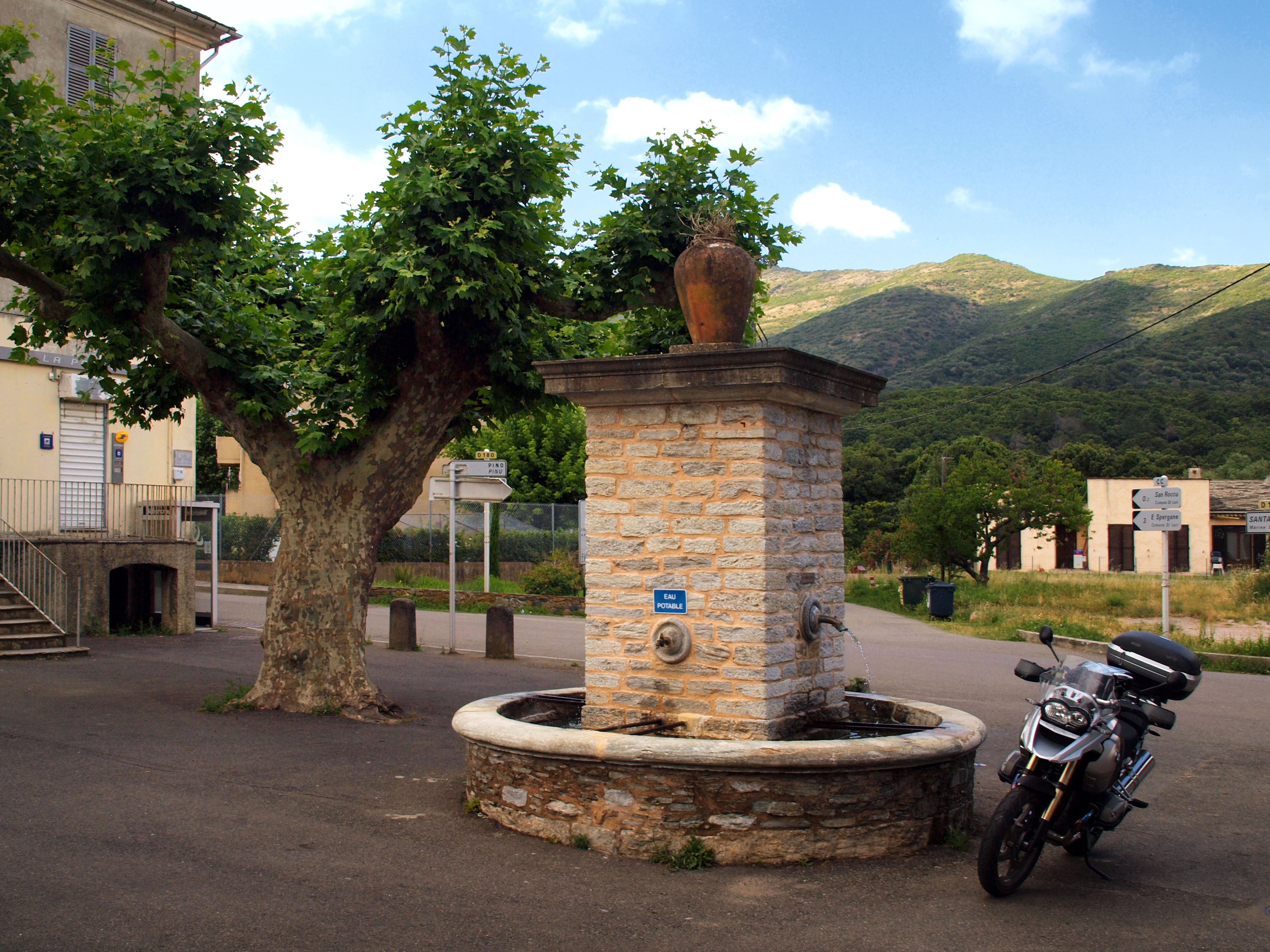
Фонтан